# Spaceframe

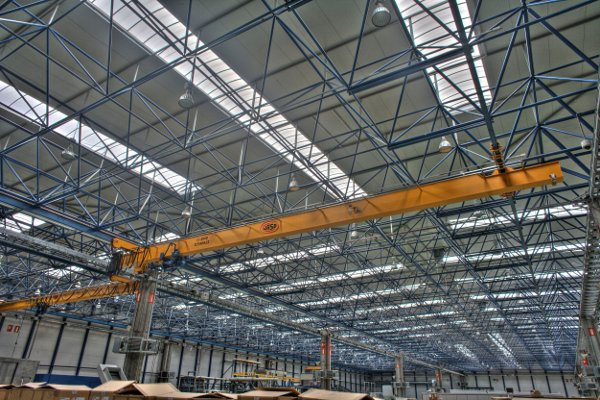
Bedrijfshal met space frame dakconstructie

Een spaceframe is een op een vakwerk lijkende ruimtelijke constructie, doorgaans uit staal, die een grote vrije overspanning mogelijk maakt.

## Algemeen
De eenvoudigste vorm van een spaceframe is een horizontale vlakke plaat van aan elkaar bevestigde vierkante piramides gemaakt uit buizen van aluminium of staal. Een sterkere vorm kan gemaakt worden van aan elkaar geschakelde regelmatige viervlakken. Door de riblengte en veelvlakken te variëren kunnen ook gebogen constructies gemaakt worden.

## Geschiedenis
Spaceframes werden onafhankelijk van elkaar ontwikkeld door Alexander Graham Bell in 1900 en door Richard Buckminster Fuller in de jaren 50. Bells belangstelling ging voornamelijk uit naar toepassingen in de scheep- en luchtvaart. Weinig van zijn ontwerpen werden echter gerealiseerd. Buckminster Fuller was meer gericht op architectuur, zijn werk had grotere invloed.

## Voertuigen

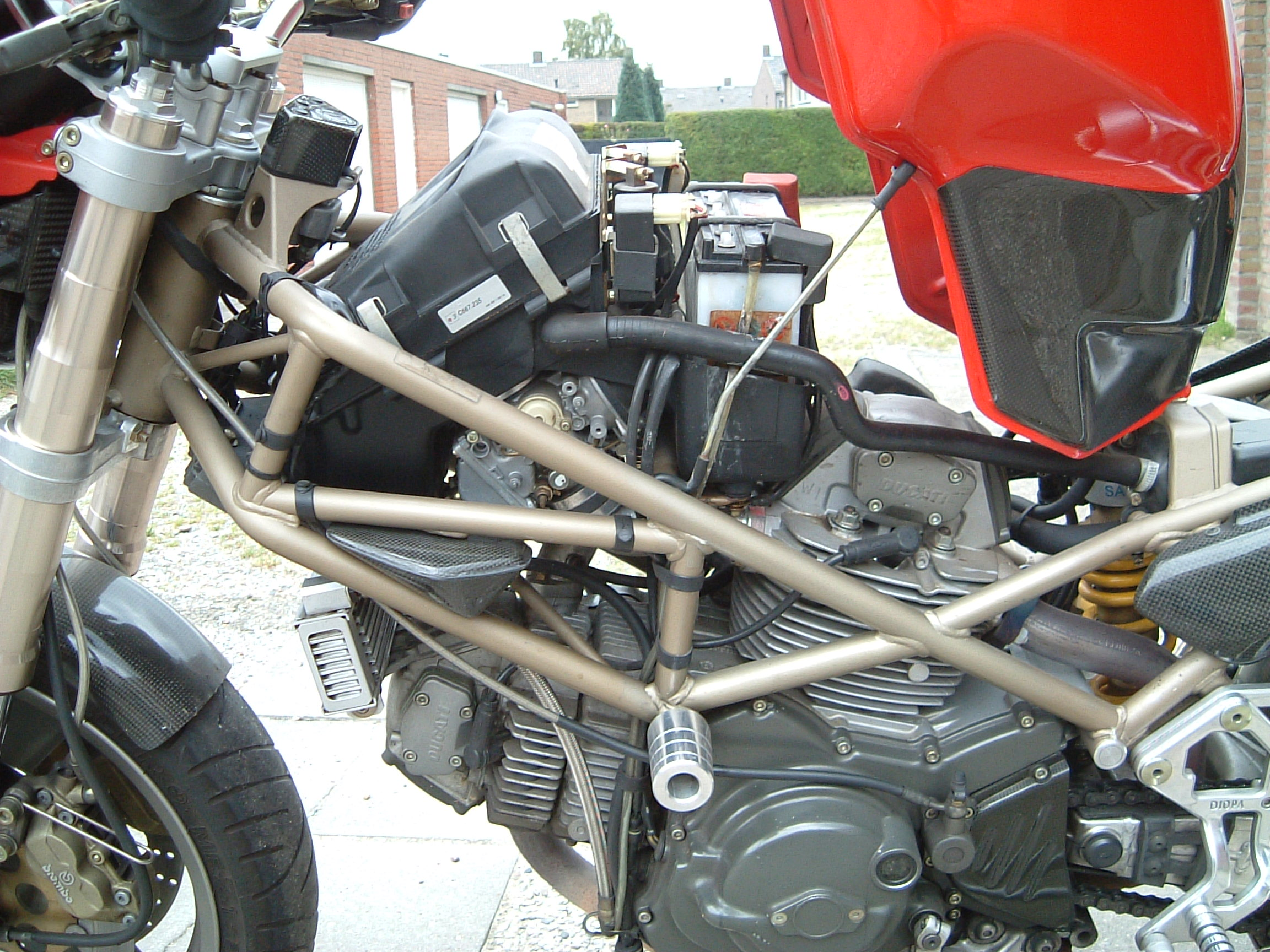
Vakwerkframe van een Ducati M 900 Monster. (foto: Huibert Raemakers)

Spaceframes worden ook gebruikt in de auto- en motortechniek waarbij het frame niet is gemaakt uit zelfdragende staalplaat (monocoque) maar uit gelaste stalen buizen.
In een spaceframe, of buisframechassis, wordt de wielophanging, motor en carrosserie hieraan bevestigd en de carrosserie heeft geen tot weinig structurele sterkte, in tegenstelling tot een monocoque constructie.
De Engelse fabrikant TVR was sinds 1950 bekend om hun ontwerp van buisframechassis. Andere fabrikanten zijn Audi A8, Lotus (Seven), Ferrari (360), Lamborghini (Gallardo) en Mercedes-Benz (SLS AMG).
Spaceframes zijn ook gebruikt voor fietsen, zoals die gemaakt door Alex Moulton.
In motorfietsen wordt het toegepast door onder andere Bimota, Krauser en Ducati.

## Foto's

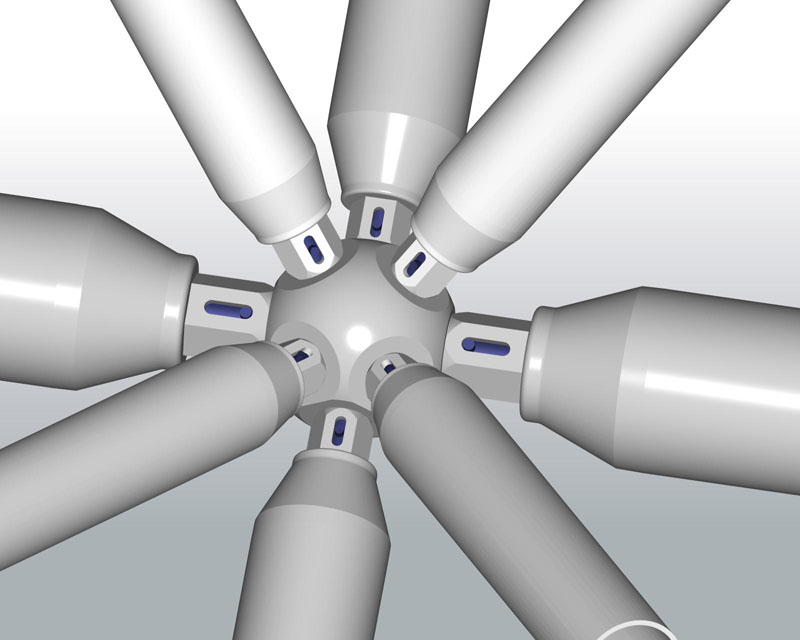
Computertekening van een spaceframeknoop.
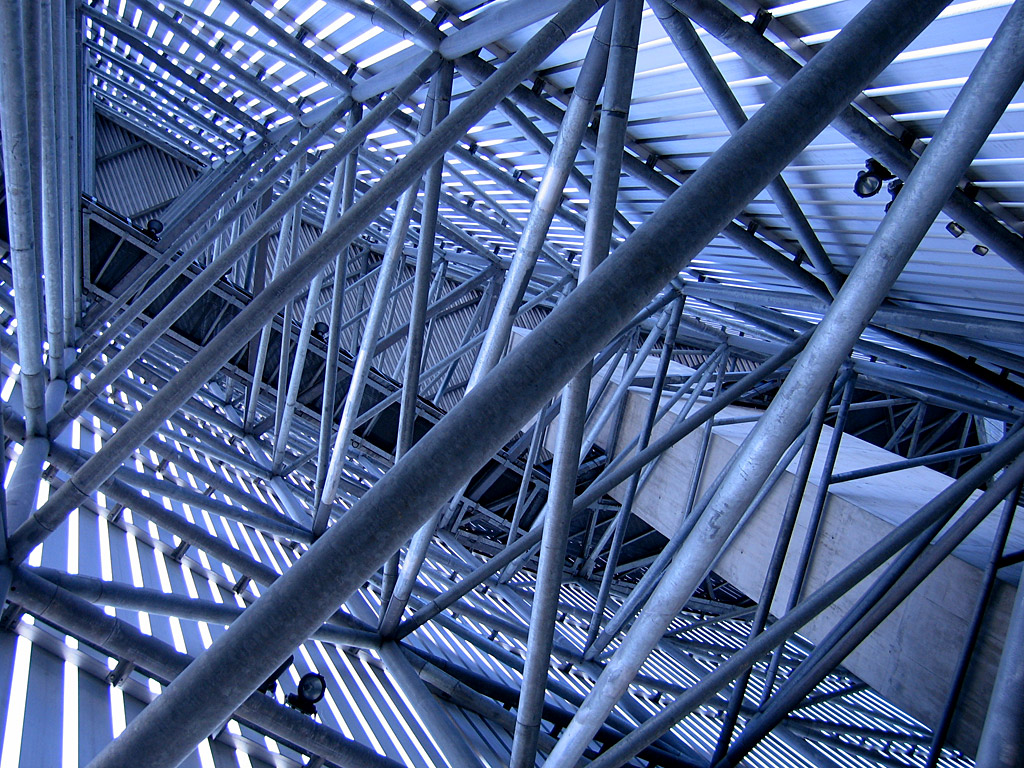
Air Shard, Daniel Libeskind's Imperial War Museum North.
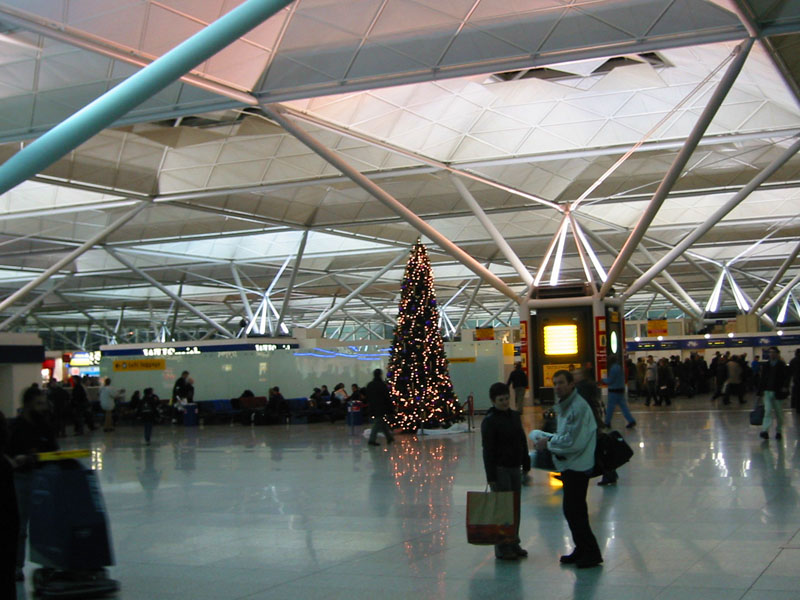
Foster's spaceframe van luchthaven Londen Stansted.
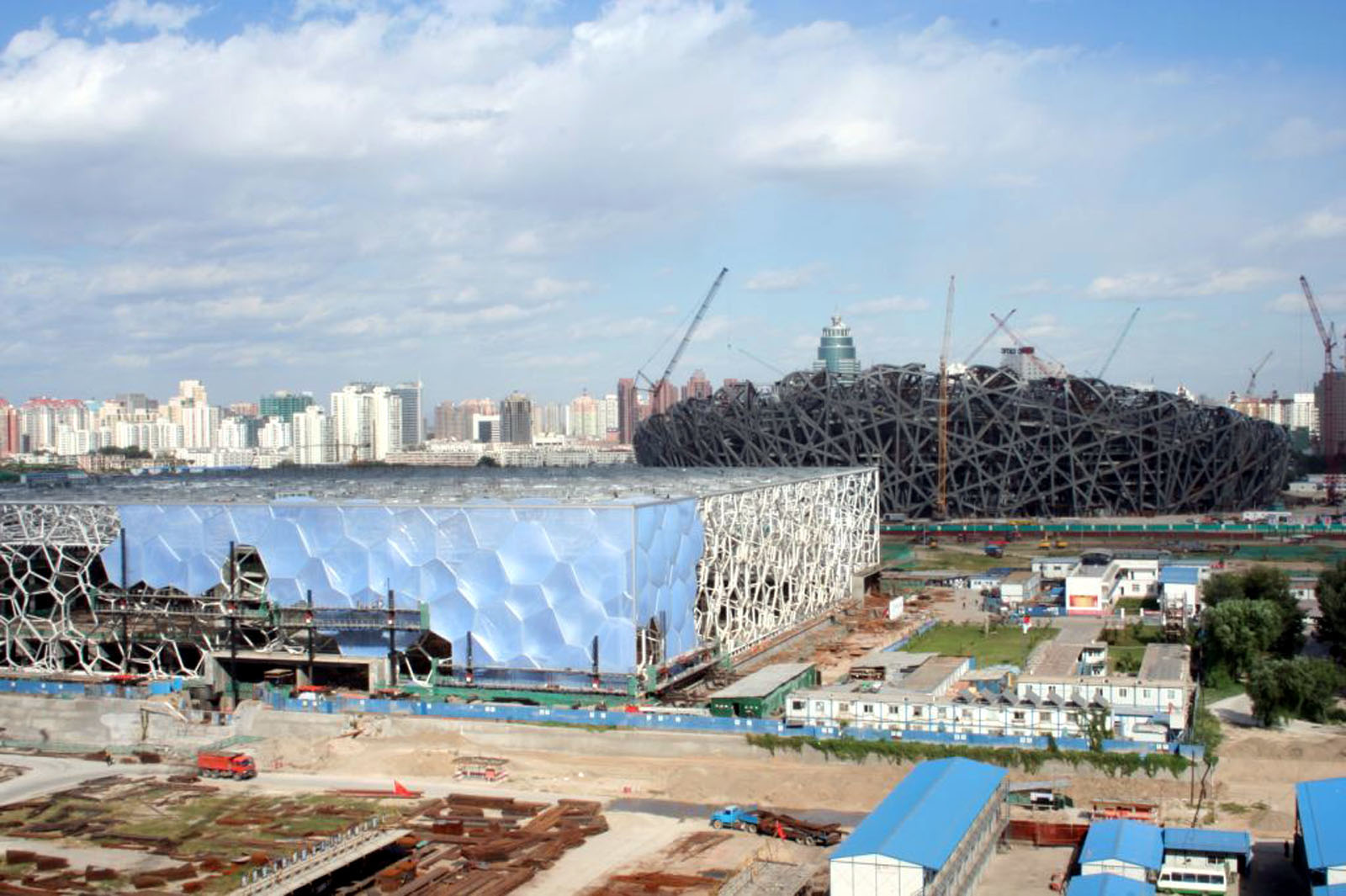
Onregelmatige spaceframe van de Water cube in Peking.
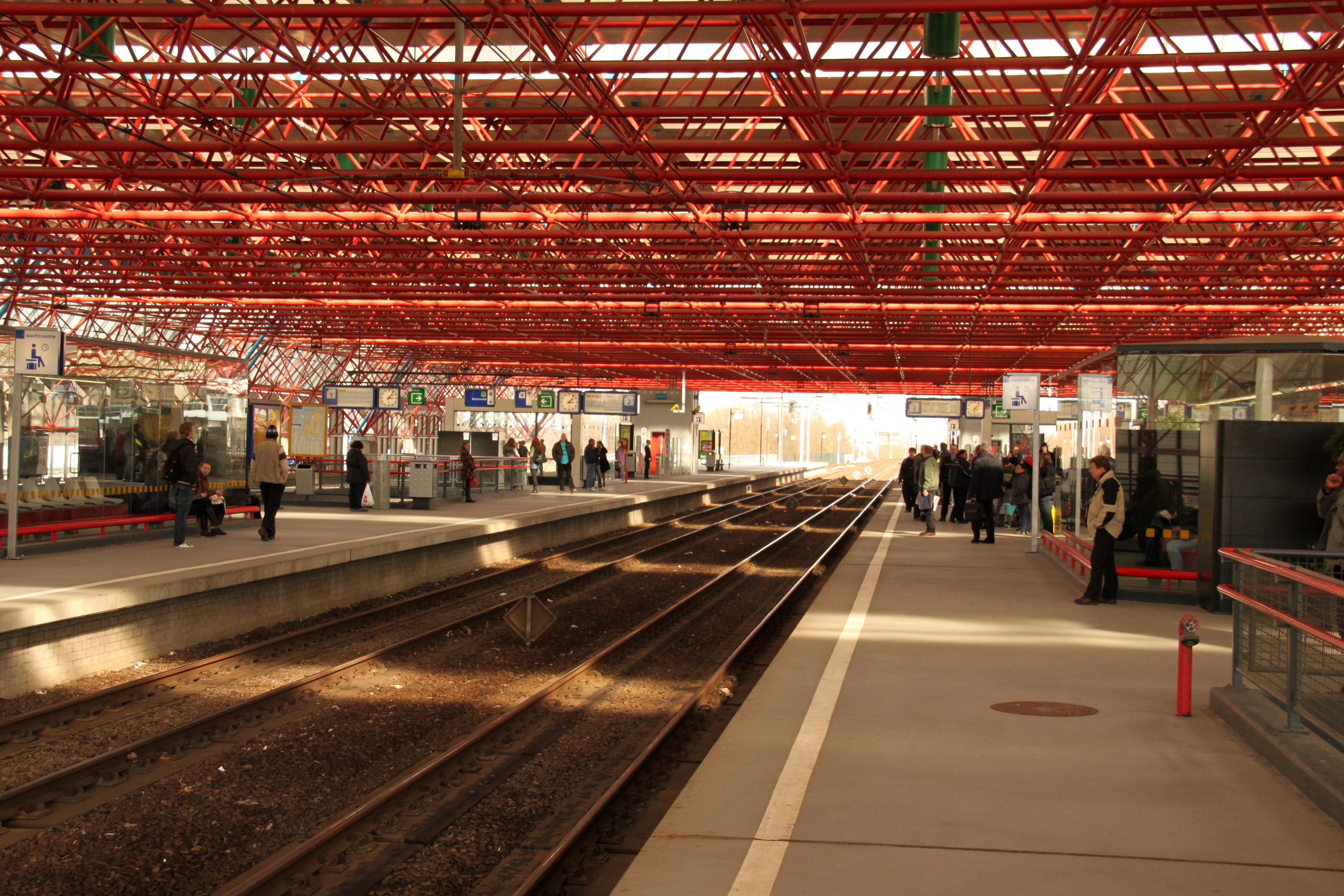
Station Almere Centrum, NS-architect Peter Kilsdonk.

Achterbrug · Balhoofd · Brugframe · Buisframe · Composietframe · Deltabox · Dubbel wiegframe · Duplex frame · E-box frame · Enkel wiegframe · FAST frame · Featherbed frame · Garden gate frame · Lateral Frame Concept · LCG Twin Tube · Loop Frame · Lowboy frame · MR-Albox · Omega frame · Open frame · Perimeter frame · Pivot frame · Pivotless frame · Plaatframe · Raked frame · Rigid frame · Semi-pivotless frame · Slimline frame · Spaceframe · Springframe · Starframe · Stijf frame · Tankframe · Twin Spar frame · Vakwerkframe · Wiegframe · Zeta frame